# Algemeen Nederlands Arbeidersverbond
Het Algemeen Nederlands Arbeidersverbond (ANAV) was een socialistische en Groot-Nederlandse vereniging die op 16 juli 1928 in Amsterdam werd opgericht door de Belgisch activisten Leo Magits en Pieter Ursi. Andere bekende leden waren de Nederbelgische marxist en astronoom Marcel Minnaert en de Nederlandse geschiedkundige Hendrik Brugmans.
De ANAV ontstond uit linkse activisten die naar Nederland waren geëmigreerd. Het doel van de vereniging was om een band te smeden tussen de arbeidersgemeenschappen in Nederland en Vlaanderen maar het aantal leden bleef altijd beperkt tot enkele honderden personen. Door hen werd voor het eerst gesteld dat de Vlaamse emancipatiestrijd samenviel met het uiteindelijke doel van het socialisme.
De vereniging verzette zich open tegen het opkomend fascisme en tegen het Verdinaso. De organisatie had banden met het Nederlands Religieus Socialistisch Verbond en de Vlaamsche Jongeren Vredes-Aktie. Er werd meegewerkt aan de Groot-Nederlandse "Dietsche Landdagen". Vanaf 1929 gaf de vereniging ook maandelijks een tijdschrift uit genaamd Schakels.